# 1993 год в компьютерных играх

## Выпуски игр

### Февраль
- 21 февраля — Nintendo выпустила Star Fox для SNES, первую игру, использовавшую Super FX.
- Компания Copper Feet выпустила квест игру «Приключения Буратино».

### Март
- 15 марта — Sunsoft выпустила Blaster Master 2 для Sega Mega Drive/Genesis.
- 23 марта — Nintendo выпустила Kirby’s Adventure, вторую игру из серии Kirby для NES.

### Апрель
- 28 апреля — Hudson Soft выпустила Super Bomberman для SNES.
- Компания Psygnosis выпустила Hired Guns.

### Июнь
- Компания LucasArts выпустила квест Day of the Tentacle.
- Nintendo выпустила The Legend of Zelda: Link's Awakening (Game Boy).

### Июль
- 14 июля — Nintendo выпустила Super Mario All-Stars для SNES. Она содержала первые три игры серии Super Mario Bros, и впервые позволила жителям США поиграть в японскую версию Super Mario Bros 2.

### Август
- 6 августа — Squaresoft выпустила Secret of Mana для SNES.
- Infocom и Activision выпустили Return to Zork.

### Сентябрь
- 9 сентября — Treasure дебютировала с игрой Gunstar Heroes для Sega Mega Drive/Genesis.
- 23 сентября — Treasure выпустила игру McDonald’s Treasure Land Adventure для Sega Mega Drive/Genesis.
- 24 сентября — Broderbund выпустила игру Myst для Macintosh и Windows 3.1.

### Ноябрь
- Sega выпустила Virtua Fighter для аркадных автоматов.

### Декабрь
- 10 декабря — id Software выпустила Doom; FPS, послуживший толчком для развития трёхмерной графики в компьютерных играх.
- 17 декабря — компания Sierra On-Line Inc выпустила квест Gabriel Knight: Sins of the Fathers.
- 31 декабря — фирма Microprose выпустила игру UFO: Enemy Unknown.

### Без точных дат
- Namco выпустила Super World Stadium '93, Emeraldia, Nettou! Gekitou! Quiztou!!, Numan Athletics, Ridge Racer, Great Sluggers '93, Final Lap R, Cyber Sled и Tinkle Pit.
- Выпущена Stellar Crisis, первый бесплатный браузерный многопользовательский варгейм.

## Технологии
- Panasonic, Goldstar и Sanyo выпустили домашнюю 32-разрядную игровую приставку 3DO.
- Сентябрь — Commodore выпустила домашнюю 32-разрядную игровую приставку Amiga CD32.
- Сентябрь — 3DO Interactive Multiplayer (в Северной Америке)
- 18 ноября Atari Corp. выпустила домашнюю игровую приставку Jaguar, позиционировав её как «первую 64-битную игровую систему».
- Nintendo выпустила изменённую версию NES, новый дизайн позволял подключать картриджи сверху, а не спереди.